# Михайловское (Гомельская область)
Михайловское (бел. Міхалаўскае) — деревня в Савичском сельсовете Калинковичского района Гомельской области Беларуси.

## География

### Расположение
В 49 км на северо-запад от районного центра, 52 км от железнодорожной станции Калинковичи (на линии Гомель — Лунинец), 171 км от Гомеля.

### Гидрография
Кругом мелиоративные каналы.

## Транспортная сеть
Транспортные связи по просёлочной, затем автомобильной дороге Калинковичи — Бобруйск. Планировка состоит из длинной улицы, ориентированной с юго-востока на северо-запад. Застройка двусторонняя деревянная усадебного типа.

## История
По письменным источникам известна с XVI века как селение в Речицком повете Минского воеводства Великого княжества Литовского. После 2-го раздела Речи Посполитой (1793 год) в составе Российской империи. В 1811 году слобода, владение помещика. Обозначена на карте 1866 года, которая использовалась Западной мелиоративной экспедицией, работавшей в этих местах в 1890-е годы. В 1913 году открыта школа, которая разместилась в наёмном крестьянском доме.
В 1931 году организован колхоз имени М. И. Калинина, работали ветряная мельница, кузница, стальмашня. Во время Великой Отечественной войны в апреле 1943 года оккупанты сожгли деревню и убили 4 жителей. 58 жителей погибли на фронте. В 1966 году к деревне присоединена деревня Погорелая Слобода. В составе совхоза «Тремлянский» (центр — деревня Савичи). Расположены фельдшерско-акушерский пункт.

## Население

### Численность
- 2004 год — 49 хозяйств, 98 жителей.

### Динамика
- 1908 год — 196 жителей.
- 1925 год — 25 дворов.
- 1959 год — 177 жителей (согласно переписи).
- 2004 год — 49 хозяйств, 98 жителей.